# Tunstall (Lancashire)
Tunstall is een civil parish in het bestuurlijke gebied City of Lancaster, in het Engelse graafschap Lancashire. In 2001 telde het dorp 105 inwoners.